# Inuyama
Inuyama (Japans: 犬山市, Inuyama-shi) is een stad in de Japanse prefectuur Aichi. De oppervlakte van deze stad is 74,97 km² en eind 2009 had de stad ruim 75.000 inwoners. De rivier Kiso stroomt langs de stad die vooral bekend is als toeristentrekker.

## Geschiedenis
Inuyama werd op 1 april 1954 een stad (shi) na samenvoeging van de gemeente Inuyama (犬山町, Inuyama-chō) met de dorpen Joto (城東村, Jōtō-mura), Haguro (羽黒村, Haguro-mura), Gakuden (楽田村, Gakuden-mura) en Ikeno (池野村, Ikeno-mura).

## Verkeer
Inuyama ligt aan de Inuyama-lijn, de Komaki-lijn en de Hiromi-lijn van Meitetsu (Nagoya Spoorwegmaatschappij).
Inuyama ligt aan de nationale autoweg 41 en aan de prefecturale wegen 16, 27, 64, 121, 122, 177, 183, 184, 185, 187, 188, 189, 192, 194, 453 en 461.

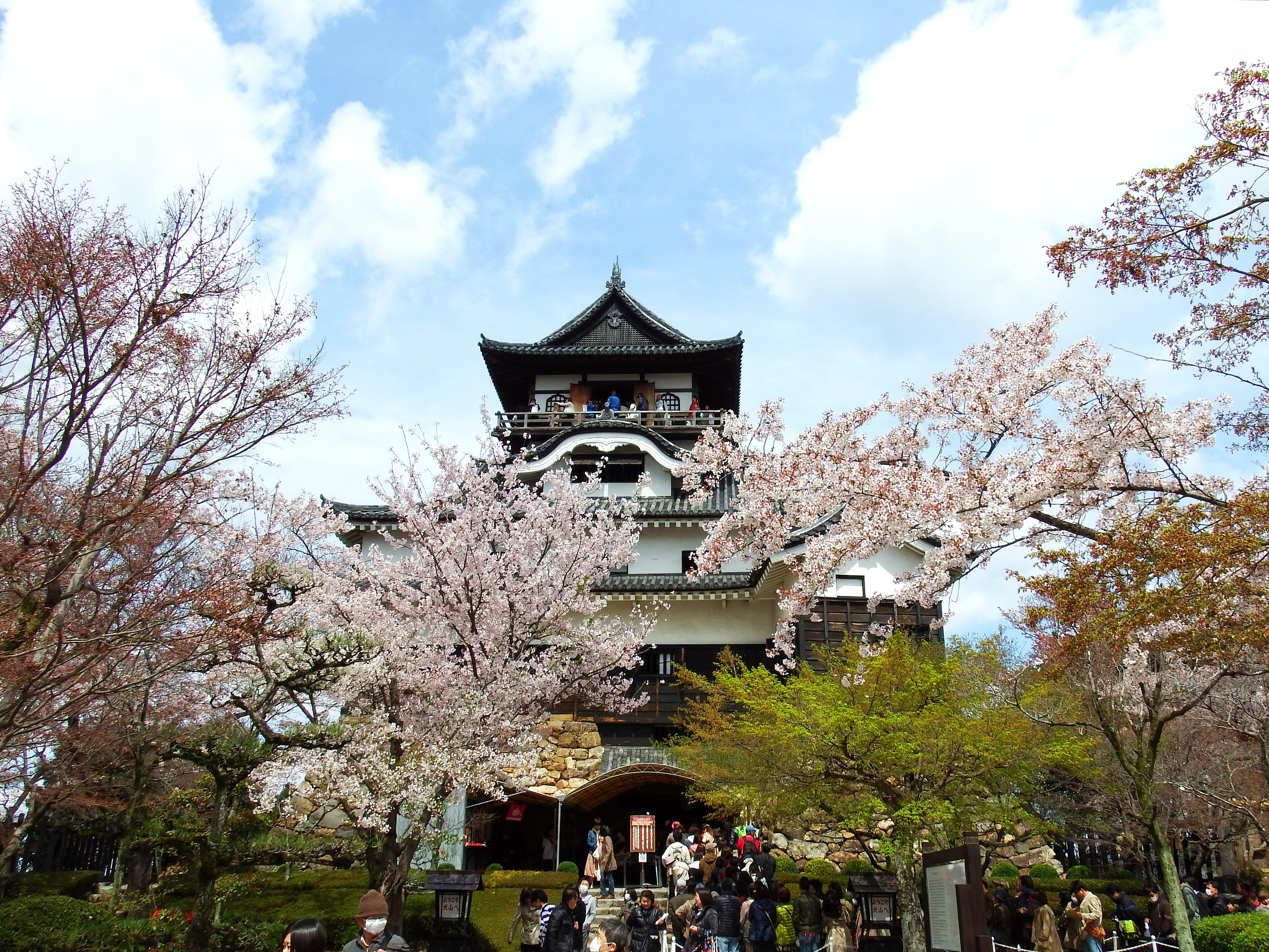
Kasteel van Inuyama

## Bezienswaardigheden
- Kasteel van Inuyama (犬山城, Inuyama-jō)

Op een 40m hoge heuvel kijkt dit kasteel uit over de rivier Kiso. De bijnaam van dit kasteel is Hakutei-jo, Kasteel van de witte keizer, en deze bijnaam werd in de Edoperiode gegeven door de confucianistische geleerde Ogyu Sorai. De vier verdiepingen hebben drie dakgroepen. In 1935 werd dit kasteel uitgeroepen tot cultureel erfgoed van Japan, en in 1952 werd dit bevestigd.
Het kasteel is in 1537 gebouwd in opdracht van Oda Nobuyasu, de grootvader van Oda Nobunaga. Daarna is het diverse keren snel achter elkaar van eigenaar veranderd. Vanaf 1616 tot 1869 was het in het bezit van de familie Naruse. Tijdens de Nobi-aardbeving van 1891 werd het kasteel beschadigd. Onder voorwaarde dat de familie zou zorgen voor de restauratie werd het kasteel overgedragen aan de familie Naruse. Het is het enige kasteel in Japan in private handen. Omdat dit kasteel alle oorlogen overleefde is het het oudste originele houten kasteel.
- Uraku-tuin

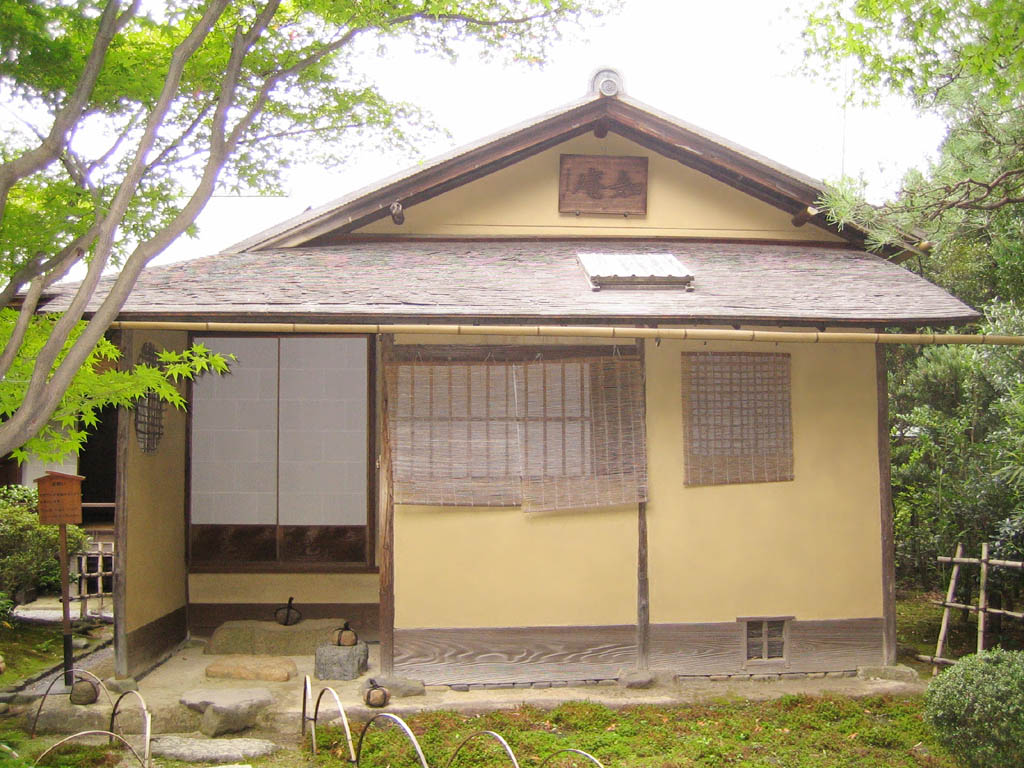
Joan-theehuis

Deze tuin is bekend als theetuin voor de Japanse theeceremonie. In de tuin staat het Joan-theehuis dat door Oda Uraku (1547-1621, de jongere broer van Oda Nobunaga) in 1618 in Kioto werd gebouwd. Dit gebouw is in 1972 afgebroken en in Inuyama weer opgebouwd. Dit theehuis wordt gezien als een van de mooiste voorbeelden van de theehuisarchitectuur.
- De rivier Kiso

In de Kiso liggen enkele schilderachtige stroomversnellingen stroomopwaarts ten opzichte van het kasteel. Door overeenkomsten met de Rijn wordt de Kiso ook wel "Japanse Rijn" genoemd. Voor toeristen zijn er boottochten en doet men aan vissen met aalscholvers.
- Openluchtmuseum Meiji-dorp (明治村)

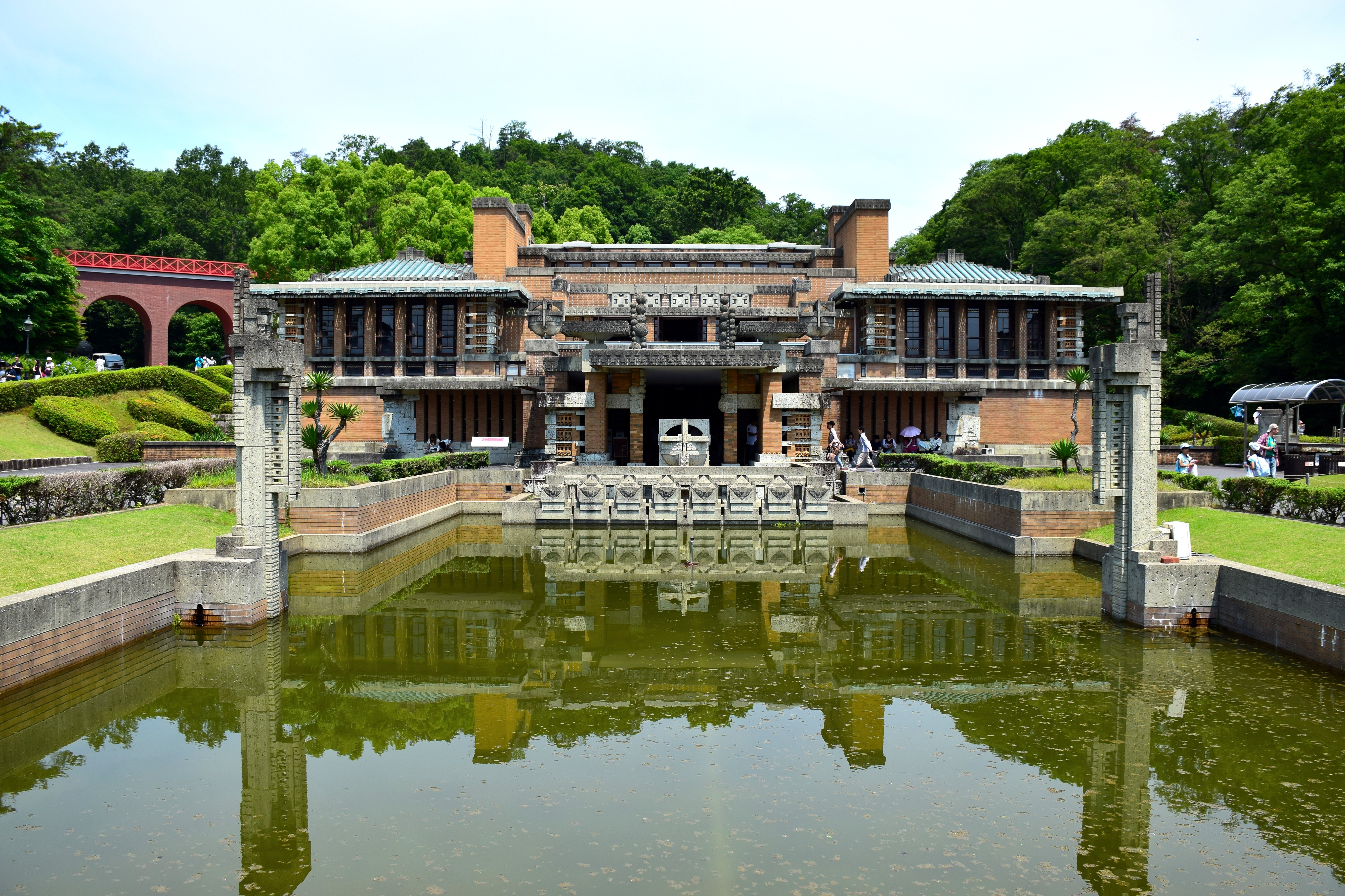
Imperial Hotel

Even buiten Inuyama ligt dit openluchtmuseum waar een selectie van gebouwen uit de Meijiperiode (1867-1912) staat. Meer dan 60 gebouwen staan op ongeveer een vierkante kilometer. De hoofdingang en lobby van het Imperial Hotel uit Tokio uit 1923, ontworpen door de architect Frank Lloyd Wright, is een van de hoofdattracties.
- Openluchtmuseum en amusementspark 'Kleine wereld'

In dit antropologisch museum worden gebouwen getoond in de oorspronkelijke bouwstijl van de oorspronkelijke bewoners van 22 landen uit de gehele wereld.
- Amusementspark 'Japans Apenpark'

In dit park worden een groot aantal verschillende apen getoond.

## Geboren in Inuyama
- Baron Yashiro Rokuro (八代六郎, Yashiro Rokurō), admiraal en minister van de marine

## Stedenbanden
Inuyama heeft een stedenband met
- Davis (Californië), Verenigde Staten;
- Xiangfan, China sinds 31 maart 1983;
- Sankt Goarshausen, Duitsland, sinds juni 1992.

## Aangrenzende steden
- Kasugai
- Komaki
- Kakamigahara
- Kani
- Tajimi